# Mariana Derderian
Mariana Sirvat Derderián Espinoza (Caracas, Venezuela, 15 de Janeiro de 1980) é uma atriz, cantora & modelo nascida na Venezuela, que fez carreira no Chile, atuou em diversas telenovelas. Talvez sua personagem mais conhecida seja Florencia, protagonista de Floribella, un amor de verdad. 

## Carreira

### Telenovelas
- 2005 - Brujas - Macarena Altamirano
- 2006 - Gatas y Tuercas - Carolina 'Caco' Ulloa
- 2007 - Floribella, un amor de verdad - Florencia González
- 2008 - Amor por accidente - Britney Urrutia
- 2009 - Otra Vez - Natália Villagrán
- 2009 - S.O.S. Corazón Rebelde - Silvia Colucci (participação)
- 2009 - Los Ángeles de Estela - Alejandra Andrade
- 2014 - Mamá mechona - Lily

### Seriados
- 2007 - El Día Menos Pensado - Valentina
- 2009 - Mi Bella Genio - Jeannie

### Filmes
- 2007 - Malta con huevo - Mónica